# U-17サッカー中華人民共和国女子代表
U-17サッカー中華人民共和国女子代表は、中国足球協会(CFA)によって編成される中華人民共和国のサッカーの17歳以下の女子ナショナルチームである。
17歳以下の選手を対象とするFIFA U-17女子ワールドカップに出場するためのチームである。そのため、FIFA U-17女子ワールドカップ前年のAFC U-16女子選手権にはU-16サッカー中華人民共和国女子代表、そのさらに前年にはU-15サッカー中華人民共和国女子代表と呼称が変わる。

## FIFA U-17 女子ワールドカップ
- 2008 - アジア予選敗退
- 2010 - アジア予選敗退
- 2012 - グループリーグ敗退
- 2014 - グループリーグ敗退
- 2016 - アジア予選敗退
- 2018 - アジア予選敗退
- 2022 - グループリーグ敗退
- 2024 - アジア予選敗退

## AFC U-16 女子選手権
- 2005 - 準優勝[1]
- 2007 - 4位
- 2009 - グループリーグ敗退
- 2011 - 3位
- 2013 - 3位
- 2015 - 3位
- 2017 - 4位
- 2019 - 3位
- 2024 - 4位